# Algéria a 2004. évi nyári olimpiai játékokon
Algéria a görögországi Athénban megrendezett 2004. évi nyári olimpiai játékok egyik részt vevő nemzete volt. Az országot az olimpián 10 sportágban 61 sportoló képviselte, akik érmet nem szereztek.

## Asztalitenisz
Férfi
| Versenyző                                    | Versenyszám | 64-es főtábla                                              | 48-as főtábla                                                | 32-es főtábla     | Nyolcaddöntő      | Negyeddöntő       | Elődöntő          | Döntő             | Helyezés |
| Versenyző                                    | Versenyszám | Ellenfél Eredmény                                          | Ellenfél Eredmény                                            | Ellenfél Eredmény | Ellenfél Eredmény | Ellenfél Eredmény | Ellenfél Eredmény | Ellenfél Eredmény | Helyezés |
| -------------------------------------------- | ----------- | ---------------------------------------------------------- | ------------------------------------------------------------ | ----------------- | ----------------- | ----------------- | ----------------- | ----------------- | -------- |
| Mohammed Búdzsádzsa                          | Egyes       | Csarat Kamal Asanta (IND) · 4-11, 10-12, 6-11, 13-11, 7-11 | kiesett                                                      | kiesett           | kiesett           | kiesett           | kiesett           | kiesett           | 49.      |
| Mohammed Búdzsádzsa Abd el-Hakím el-Dzsazíri | Páros       |                                                            | Japán (JPN) · Arai Sú · Juzava Rjó · 6-11, 2-11, 8-11, 16-18 | kiesett           | kiesett           | kiesett           | kiesett           | kiesett           | 25.      |

Női
| Versenyző                       | Versenyszám | 64-es főtábla                                                                       | 48-as főtábla     | 32-es főtábla     | Nyolcaddöntő      | Negyeddöntő       | Elődöntő          | Döntő             | Helyezés |
| Versenyző                       | Versenyszám | Ellenfél Eredmény                                                                   | Ellenfél Eredmény | Ellenfél Eredmény | Ellenfél Eredmény | Ellenfél Eredmény | Ellenfél Eredmény | Ellenfél Eredmény | Helyezés |
| ------------------------------- | ----------- | ----------------------------------------------------------------------------------- | ----------------- | ----------------- | ----------------- | ----------------- | ----------------- | ----------------- | -------- |
| Lejla Búszetta                  | Egyes       | Huang I-Hua (TPE) · 8-11, 3-11, 4-11, 8-11                                          | kiesett           | kiesett           | kiesett           | kiesett           | kiesett           | kiesett           | 49.      |
| Aszmá el-Menajfi                | Egyes       | Nikoleta Stefanova (ITA) · 6-11, 8-11, 6-11, 6-11                                   | kiesett           | kiesett           | kiesett           | kiesett           | kiesett           | kiesett           | 49.      |
| Aszmá el-Menajfi Szuád en-Nesáb | Páros       | Tunézia (TUN) · Neszrín Ben Kahja · Olfa Genni · 9-11, 7-11, 5-11, 11-9, 11-8, 8-11 | kiesett           | kiesett           | kiesett           | kiesett           | kiesett           | kiesett           | 33.      |

## Atlétika
Férfi
| Málik Luáhla        | 200 m           | 20,67    | 2.  | 19.* | 20,93 | 7. | 27. | kiesett       | kiesett       | kiesett       | kiesett       | kiesett       |         |         |         |
| Ádem Heszíni        | 400 m           | 46,50    | 5.  | 42.  |       |    |     | kiesett       | kiesett       | kiesett       | kiesett       | kiesett       |         |         |         |
| Dzsabír Szaíd-Gerni | 800 m           | 1:45,94  | 3.  | 16.  |       |    |     | 1:45,76       | 1.            | 9.            | 1:45,61       | 7.            |         |         |         |
| Nabíl Mádi          | 800 m           | 1:47,52  | 5.  | 41.  |       |    |     | kiesett       | kiesett       | kiesett       | kiesett       | kiesett       |         |         |         |
| Tárek Búkensza      | 1500 m          | 3:37,94  | 5.  | 6.   |       |    |     | nem ért célba | nem ért célba | nem ért célba | kiesett       | kiesett       | kiesett | kiesett | kiesett |
| Kamál Búlahfán      | 1500 m          | 3:38,59  | 4.  | 10.  |       |    |     | 3:41,27       | 5.            | 14.           | 3:39,02       | 11.           |         |         |         |
| Mohammed Háldi      | 1500 m          | 3:42,47  | 12. | 29.  |       |    |     | kiesett       | kiesett       | kiesett       | kiesett       | kiesett       |         |         |         |
| Hudír Aggún         | 5000 m          | 13:29,37 | 10. | 21.  |       |    |     |               |               |               | kiesett       | kiesett       |         |         |         |
| Szamír Múszavi      | 5000 m          | 13:24,98 | 8.  | 15.  |       |    |     |               |               |               | 14:02,01      | 14.           |         |         |         |
| Ali Szaídi-Szjef    | 5000 m          | 13:18,94 | 1.  | 1.   |       |    |     |               |               |               | 13:32,57      | 10.           |         |         |         |
| Abd el-Hakím Maazúz | 3000 m akadály  | 8:36,12  | 11. | 30.  |       |    |     |               |               |               | kiesett       | kiesett       |         |         |         |
| Szaíd Belhút        | Maraton         |          |     |      |       |    |     |               |               |               | 2:22:32       | 49.           |         |         |         |
| Musztafa Ben Nászer | Maraton         |          |     |      |       |    |     |               |               |               | nem ért célba | nem ért célba |         |         |         |
| Rasíd Zijár         | Maraton         |          |     |      |       |    |     |               |               |               | nem ért célba | nem ért célba |         |         |         |
| Músza Avánúk        | 20 km gyaloglás |          |     |      |       |    |     |               |               |               | 1:28:38       | 31.           |         |         |         |

| Versenyző            | Versenyszám | Selejtező | Selejtező | Döntő    | Döntő    |
| Versenyző            | Versenyszám | Eredmény  | Helyezés  | Eredmény | Helyezés |
| -------------------- | ----------- | --------- | --------- | -------- | -------- |
| Abd er-Rahmán Hammád | Magasugrás  | 225 cm    | 15.*      | kiesett  | kiesett  |

Női
| Versenyző               | Versenyszám | Előfutam | Előfutam | Előfutam | Elődöntő | Elődöntő | Elődöntő | Döntő         | Döntő         |
| Versenyző               | Versenyszám | Idő      | Hely.    | Össz.    | Idő      | Hely.    | Össz.    | Idő           | Helyezés      |
| ----------------------- | ----------- | -------- | -------- | -------- | -------- | -------- | -------- | ------------- | ------------- |
| Nahída Tuhámi           | 1500 m      | 4:06,41  | 8.       | 12.      | 4:07,21  | 8.       | 12.      | kiesett       | kiesett       |
| Szuád Áit Szálem        | 5000 m      | 16:02,10 | 16.      | 33.      |          |          |          | kiesett       | kiesett       |
| Szuád Áit Szálem        | 10 000 m    |          |          |          |          |          |          | nem ért célba | nem ért célba |
| Nászrija Bagdád-Azaidzs | Maraton     |          |          |          |          |          |          | nem ért célba | nem ért célba |

| Versenyző   | Versenyszám | Selejtező | Selejtező | Döntő    | Döntő    |
| Versenyző   | Versenyszám | Eredmény  | Helyezés  | Eredmény | Helyezés |
| ----------- | ----------- | --------- | --------- | -------- | -------- |
| Bája Rahúli | Hármasugrás | 14,89 m   | 2.        | 14,86 m  | 6.       |

* - egy másik versenyzővel azonos időt/eredményt ért el

## Birkózás

### Férfi
Kötöttfogású
| Versenyző        | Versenyszám | Csoportkör                                                          | Csoportkör | Negyeddöntő       | Elődöntő          | Bronz- mérkőzés   | Döntő             | Helyezés |
| Versenyző        | Versenyszám | Ellenfél Eredmény                                                   | Hely.      | Ellenfél Eredmény | Ellenfél Eredmény | Ellenfél Eredmény | Ellenfél Eredmény | Helyezés |
| ---------------- | ----------- | ------------------------------------------------------------------- | ---------- | ----------------- | ----------------- | ----------------- | ----------------- | -------- |
| Szamír Ben Senáf | 55 kg       | B csoport · Lázaro Rivas (CUB) · 0-11 · Haszan Rangraz (IRI) · 0-10 | 3.         | kiesett           | kiesett           | kiesett           | kiesett           | 20.      |

## Cselgáncs
Férfi
| Versenyző             | Versenyszám  | Selejtező         | 32-es főtábla                           | Nyolcaddöntő                         | Negyeddöntő                   | Elődöntő          | Vigaszág első kör | Vigaszág negyeddöntő          | Vigaszág elődöntő | Bronz- mérkőzés   | Döntő             | Helyezés    |
| Versenyző             | Versenyszám  | Ellenfél Eredmény | Ellenfél Eredmény                       | Ellenfél Eredmény                    | Ellenfél Eredmény             | Ellenfél Eredmény | Ellenfél Eredmény | Ellenfél Eredmény             | Ellenfél Eredmény | Ellenfél Eredmény | Ellenfél Eredmény | Helyezés    |
| --------------------- | ------------ | ----------------- | --------------------------------------- | ------------------------------------ | ----------------------------- | ----------------- | ----------------- | ----------------------------- | ----------------- | ----------------- | ----------------- | ----------- |
| Omar Rebáhi           | Légsúly      |                   | Bazarbek Donbaj (KAZ) · 0000-1000       | kiesett                              | kiesett                       | kiesett           |                   |                               |                   |                   |                   | helyezetlen |
| Ammár Merídzsa        | Harmatsúly   |                   | Amín Mohammed el-Hádi (EGY) · 1000-0001 | Ehud Vaks (ISR) · 0010-0000          | Jozef Krnáč (SVK) · 0000-1001 |                   |                   | Óscar Peñas (ESP) · 0001-0020 | kiesett           | kiesett           |                   | helyezetlen |
| Núr ed-Dín el-Jaagúbi | Könnyűsúly   |                   | Akapei Latu (TGA) · 1111-0000           | Hennagyij Bilogyid (UKR) · 0000-1000 | kiesett                       | kiesett           |                   |                               |                   |                   |                   | helyezetlen |
| Ammár Benihlef        | Váltósúly    |                   | El-Sayed Aboumedan (EGY) · 1020-0000    | Florian Wanner (GER) · 0000-1002     | kiesett                       | kiesett           |                   |                               |                   |                   |                   | helyezetlen |
| Háled Meddáh          | Középsúly    |                   | Carlos Honorato (BRA) · 0000-1000       | kiesett                              | kiesett                       | kiesett           |                   |                               |                   |                   |                   | helyezetlen |
| Számi Belgrúni        | Félnehézsúly |                   | Ramón Ayala (PUR) · 1010-0000           | Iveri Dzsikurauli (GEO) · 0001-1010  | kiesett                       | kiesett           |                   |                               |                   |                   |                   | helyezetlen |
| Mohammed Búajsávi     | Nehézsúly    |                   | Indrek Pertelson (EST) · 0001-1010      | kiesett                              | kiesett                       | kiesett           |                   |                               |                   |                   |                   | helyezetlen |

Női
| Versenyző           | Versenyszám | Selejtező                        | Nyolcaddöntő                      | Negyeddöntő                  | Elődöntő          | Vigaszág első kör | Vigaszág negyeddöntő                 | Vigaszág elődöntő             | Bronz- mérkőzés                  | Döntő             | Helyezés    |
| Versenyző           | Versenyszám | Ellenfél Eredmény                | Ellenfél Eredmény                 | Ellenfél Eredmény            | Ellenfél Eredmény | Ellenfél Eredmény | Ellenfél Eredmény                    | Ellenfél Eredmény             | Ellenfél Eredmény                | Ellenfél Eredmény | Helyezés    |
| ------------------- | ----------- | -------------------------------- | --------------------------------- | ---------------------------- | ----------------- | ----------------- | ------------------------------------ | ----------------------------- | -------------------------------- | ----------------- | ----------- |
| Szorája Haddád      | Légsúly     | Bertille Ali (CAF) · 1110-0000   | Yamila Zambrano (CUB) · 1000-0000 | Tani Rjóko (JPN) · 0001-1011 |                   |                   | María Karajanopúlu (GRE) · 0100-0101 | kiesett                       | kiesett                          |                   | helyezetlen |
| Szalíma esz-Szuákri | Harmatsúly  | Petra Nareks (SLO) · 0010-0001   | Hszien Tung-mej (CHN) · 0000-0001 |                              |                   |                   | Raffaella Imbriani (GER) · 0110-0001 | Ioana Aluaş (ROU) · 0121-0100 | Amarilis Savón (CUB) · 0000-1000 |                   | 5.          |
| Lila Latrúsz        | Könnyűsúly  | Liu Jü-hsziang (CHN) · 0011-1100 | kiesett                           | kiesett                      | kiesett           |                   |                                      |                               |                                  |                   | helyezetlen |
| Rasída Verdán       | Középsúly   | Csin Tung-ja (CHN) · 0010-0110   | kiesett                           | kiesett                      | kiesett           |                   |                                      |                               |                                  |                   | helyezetlen |

## Evezés
Férfi
| Versenyző       | Versenyszám  | Előfutam | Előfutam | Vigaszág | Vigaszág | Elődöntő | Elődöntő | Elődöntő | Döntő | Döntő   | Döntő | Helyezés |
| Versenyző       | Versenyszám  | Idő      | Hely.    | Idő      | Hely.    | Típus    | Idő      | Hely.    | Típus | Idő     | Hely. | Helyezés |
| --------------- | ------------ | -------- | -------- | -------- | -------- | -------- | -------- | -------- | ----- | ------- | ----- | -------- |
| Mohammed el-Aís | Egypárevezős | 7:41,85  | 4.       | 7:46,98  | 4.       | D/E      | 7:22,05  | 5.       | E     | 7:25,49 | 4.    | 28.      |

## Ökölvívás
| Versenyző             | Versenyszám  | Selejtező                         | Nyolcaddöntő                     | Negyeddöntő       | Elődöntő          | Döntő             | Helyezés |
| Versenyző             | Versenyszám  | Ellenfél Eredmény                 | Ellenfél Eredmény                | Ellenfél Eredmény | Ellenfél Eredmény | Ellenfél Eredmény | Helyezés |
| --------------------- | ------------ | --------------------------------- | -------------------------------- | ----------------- | ----------------- | ----------------- | -------- |
| Mebárek Szoltáni      | Légsúly      | Georgij Balaksin (RUS) · 15-26    | kiesett                          | kiesett           | kiesett           | kiesett           | 17.      |
| Málik Búzján          | Harmatsúly   | Ali Hallab (FRA) · 19-16          | Gennagyij Kovaljov (RUS) · 20-23 | kiesett           | kiesett           | kiesett           | 9.       |
| Háddzs Belhejr        | Pehelysúly   | Alekszej Tyiscsenko (RUS) · 17-37 | kiesett                          | kiesett           | kiesett           | kiesett           | 17.      |
| Nászer ed-Dín Filláli | Kisváltósúly | Borisz Georgiev (BUL) · RSC       | kiesett                          | kiesett           | kiesett           | kiesett           | 17.      |
| Benammár Meszkín      | Váltósúly    | Vanes Martirosyan (USA) · 20-45   | kiesett                          | kiesett           | kiesett           | kiesett           | 17.      |
| Nabíl Kászel          | Középsúly    | Glaucélio Abreu (BRA) · 41-36     | Andre Dirrell (USA) · RSC        | kiesett           | kiesett           | kiesett           | 9.       |
| Abd el-Háni Kenszi    | Félnehézsúly | Szong Hakszong (KOR) · 25-19      | Utkirbek Haydarov (UZB) · 19-31  | kiesett           | kiesett           | kiesett           | 9.       |

RSC - a játékvezető megállította a mérkőzést

## Súlyemelés
Férfi
| Versenyző     | Versenyszám | Szakítás | Szakítás | Lökés                    | Lökés                    | Összesen | Helyezés |
| Versenyző     | Versenyszám | Eredmény | Helyezés | Eredmény                 | Helyezés                 | Összesen | Helyezés |
| ------------- | ----------- | -------- | -------- | ------------------------ | ------------------------ | -------- | -------- |
| Náfaa Benaami | 56 kg       | 105,0    | 12.      | érvényes kísérlet nélkül | érvényes kísérlet nélkül | kiesett  | kiesett  |

Női
| Versenyző                | Versenyszám | Szakítás | Szakítás | Lökés    | Lökés    | Összesen | Helyezés |
| Versenyző                | Versenyszám | Eredmény | Helyezés | Eredmény | Helyezés | Összesen | Helyezés |
| ------------------------ | ----------- | -------- | -------- | -------- | -------- | -------- | -------- |
| Lejla Fránszoáz Laszváni | 63 kg       | 85,0     | 8.       | 115,0    | 6.       | 200,0    | 7.       |

## Tenisz
Férfi
| Versenyző    | Versenyszám | 64-es főtábla                  | 32-es főtábla     | Nyolcaddöntő      | Negyeddöntő       | Elődöntő          | Bronz- mérkőzés   | Döntő             | Helyezés |
| Versenyző    | Versenyszám | Ellenfél Eredmény              | Ellenfél Eredmény | Ellenfél Eredmény | Ellenfél Eredmény | Ellenfél Eredmény | Ellenfél Eredmény | Ellenfél Eredmény | Helyezés |
| ------------ | ----------- | ------------------------------ | ----------------- | ----------------- | ----------------- | ----------------- | ----------------- | ----------------- | -------- |
| Lámín Vahháb | Egyes       | Tommy Robredo (ESP) · 3-6, 4-6 | kiesett           | kiesett           | kiesett           | kiesett           | kiesett           | kiesett           | 33.      |

## Úszás
Férfi
| Versenyző       | Versenyszám    | Előfutam | Előfutam | Előfutam | Elődöntő | Elődöntő | Elődöntő | Döntő   | Döntő    |
| Versenyző       | Versenyszám    | Idő      | Hely.    | Össz.    | Idő      | Hely.    | Össz.    | Idő     | Helyezés |
| --------------- | -------------- | -------- | -------- | -------- | -------- | -------- | -------- | ------- | -------- |
| Szalím Ílesz    | 50 m gyors     | 22,26    | 2.       | 3.*      | 22,16    | 3.       | 4.       | 22,37   | 8.       |
| Szalím Ílesz    | 100 m gyors    | 49,72    | 4.       | 16.      | 49,13    | 1.       | 5.       | 49,30   | 7.*      |
| Mahrez Mebárek  | 200 m gyors    | 1:53,00  | 4.       | 35.*     | kiesett  | kiesett  | kiesett  | kiesett | kiesett  |
| Mahrez Mebárek  | 400 m gyors    | 3:59,10  | 4.       | 30.      |          |          |          | kiesett | kiesett  |
| Szofján Daíd    | 100 m mell     | 1:03,63  | 6.       | 32.      | kiesett  | kiesett  | kiesett  | kiesett | kiesett  |
| Szofján Daíd    | 200 m mell     | 2:17,78  | 4.       | 31.      | kiesett  | kiesett  | kiesett  | kiesett | kiesett  |
| Aglesz Szlímáni | 100 m pillangó | 56,22    | 7.       | 48.      | kiesett  | kiesett  | kiesett  | kiesett | kiesett  |
| Aglesz Szlímáni | 200 m pillangó | 2:04,93  | 7.       | 32.      | kiesett  | kiesett  | kiesett  | kiesett | kiesett  |
| Raúf Ben Abíd   | 200 m vegyes   | 2:06,34  | 1.       | 35.      | kiesett  | kiesett  | kiesett  | kiesett | kiesett  |

Női
| Versenyző      | Versenyszám  | Előfutam | Előfutam | Előfutam | Döntő   | Döntő    |
| Versenyző      | Versenyszám  | Idő      | Hely.    | Össz.    | Idő     | Helyezés |
| -------------- | ------------ | -------- | -------- | -------- | ------- | -------- |
| Szabrija Dahán | 400 m vegyes | 5:10,20  | 3.       | 24.      | kiesett | kiesett  |

* - egy másik versenyzővel azonos eredményt ért el

## Vívás
Férfi
| Versenyző                                                       | Versenyszám       | Selejtező                             | 32-es főtábla             | Nyolcaddöntő                                                                              | Negyeddöntő       | Elődöntő          | Bronz- mérkőzés   | Döntő             | Helyezés |
| Versenyző                                                       | Versenyszám       | Ellenfél Eredmény                     | Ellenfél Eredmény         | Ellenfél Eredmény                                                                         | Ellenfél Eredmény | Ellenfél Eredmény | Ellenfél Eredmény | Ellenfél Eredmény | Helyezés |
| --------------------------------------------------------------- | ----------------- | ------------------------------------- | ------------------------- | ----------------------------------------------------------------------------------------- | ----------------- | ----------------- | ----------------- | ----------------- | -------- |
| Szofján el-Azízi                                                | Tőr, egyéni       | Jed Dupree (USA) · 15-14              | Brice Guyart (FRA) · 3-15 | kiesett                                                                                   | kiesett           | kiesett           | kiesett           | kiesett           | 32.      |
| Abd er-Rahmán Daaíd                                             | Párbajtőr, egyéni | Dmitro Karjucsenko (UKR) · 6-15       | kiesett                   | kiesett                                                                                   | kiesett           | kiesett           | kiesett           | kiesett           | 37.      |
| Naszím Iszlám el-Bernávi                                        | Kard, egyéni      | Huang Jao-csiang (CHN) · 6-15         | kiesett                   | kiesett                                                                                   | kiesett           | kiesett           | kiesett           | kiesett           | 39.      |
| Raúf Szalím el-Bernávi                                          | Kard, egyéni      | Konsztandínosz Manétasz (GRE) · 10-15 | kiesett                   | kiesett                                                                                   | kiesett           | kiesett           | kiesett           | kiesett           | 37.      |
| Reda Ben Sehíma                                                 | Kard, egyéni      | Csen Feng (CHN) · 3-15                | kiesett                   | kiesett                                                                                   | kiesett           | kiesett           | kiesett           | kiesett           | 38.      |
| Naszím Iszlám el-Bernávi Raúf Szalím el-Bernávi Reda Ben Sehíma | Kard, csapat      |                                       |                           | Görögország (GRE) · Jason Dourakos · Konsztandínosz Manétasz · Máriosz Bazmadzián · 25-45 | kiesett           | kiesett           | kiesett           | kiesett           | 9.       |

Női
| Versenyző      | Versenyszám       | Selejtező                | 32-es főtábla           | Nyolcaddöntő      | Negyeddöntő       | Elődöntő          | Bronz- mérkőzés   | Döntő             | Helyezés |
| Versenyző      | Versenyszám       | Ellenfél Eredmény        | Ellenfél Eredmény       | Ellenfél Eredmény | Ellenfél Eredmény | Ellenfél Eredmény | Ellenfél Eredmény | Ellenfél Eredmény | Helyezés |
| -------------- | ----------------- | ------------------------ | ----------------------- | ----------------- | ----------------- | ----------------- | ----------------- | ----------------- | -------- |
| Vaszíla Rédván | Tőr, egyéni       |                          | Meng Csie (CHN) · 12-15 | kiesett           | kiesett           | kiesett           | kiesett           | kiesett           | 21.      |
| Zahra Gamír    | Párbajtőr, egyéni | Ana Brânză (ROU) · 14-15 | kiesett                 | kiesett           | kiesett           | kiesett           | kiesett           | kiesett           | 35.      |